# Epelaspis renatoi
Epelaspis renatoi là một loài tò vò trong họ Ichneumonidae.